# Vorarefilija
Vorarefilija ili vorofilija, također poznata i kao fagofilija je naziv za seksualni fetiš, odnosno parafiliju u kome seksualno uzbuđenje izaziva pomisao na proždiranje, bilo sebe ili druge osobe i životinje, odnosno promatranje cijelog procesa. Treba je razlikovati od sitofilije gdje uzbuđenje izaziva hrana, a ne sam proces hranjenja.
Vorarefilija nije povezana s kanibalizmom.